# Tastensperre
Über eine Tastensperre oder Tastatursperre lassen sich elektrische Geräte vor versehentlichen Eingaben über die Tastatur oder den Touchscreen schützen. Besonders bei Mobiltelefonen hat sich die Tastensperre durchgesetzt, da viele Besitzer ihr Telefon lose in der Tasche mit sich führen und ein unbeabsichtigtes Drücken der Tasten – und somit unerwünschte Aktionen (Verbindungsaufbau etc.) – schnell geschehen können.
Neben der manuellen Aktivierung der Tastensperre besteht inzwischen häufig die Möglichkeit, eine „automatische Tastensperre“ zu aktivieren: Sobald innerhalb eines festgelegten Zeitraums keine Taste mehr gedrückt wurde, wird die Tastensperre vom Gerät selbst aktiviert.
Zum Deaktivieren der Tastensperre muss gewöhnlich eine Kombination aus zwei oder drei Tasten gedrückt werden (z. B. „Menü“-Taste und die „*“-Taste). Die Freigabe-Kombination ist bei den Geräten eines Mobiltelefon-Herstellers gewöhnlich einheitlich und wird zudem oft auf dem Bildschirm als Anleitung angezeigt, sobald eine beliebige Taste gedrückt wird.
Durch diese Einheitlichkeit und Anleitung zur Freigabe ist die Tastensperre rein als persönlicher Schutz vor ungewollten Eingaben zu verstehen, nicht jedoch als Schutz vor Missbrauch durch Fremde. Für letzteres bieten die meisten heutigen Mobiltelefone aber die Möglichkeit, das Ausschalten der Tastensperre zusätzlich mit einem frei wählbaren Code zu sichern.
Die aktivierte Tastensperre wird auf Mobiltelefonen üblicherweise als Darstellung eines Schlüssel-Symbols auf dem Display dargestellt. Bei aktivierter Tastensperre können nur noch Anrufe entgegengenommen oder der Euronotruf (112) gewählt werden.
Auch andere tragbare Geräte, wie MP3-Spieler, CD-Spieler, Handhelds, portable Computer oder elektrische Rasierer haben meist eine Bedien- oder Einschaltsperre.
Bei älteren Geräten kann eine Tastensperre auch mechanisch sein oder auch als Schalter ausgeführt sein, der oft sogar eine echte elektrische Entkopplung der Tasten herstellt. Ein Schalter ist meist mit "LOCK", "KEY LOCK", "HOLD" oder einem Schloss-Symbol beschriftet. Insbesondere bei MP3-Spielern war hierfür oft ein Schiebeschalter vorhanden.